# Здесь нет зла
«Здесь нет зла» (перс. شیطان وجود ندارد‎) — иранский драматический фильм 2020 года режиссёра Мохаммада Расулофа. Фильм был удостоен «Золотого медведя» на 70-м Берлинском кинофестивале. Фильм рассказывает четыре истории смертной казни в Иране. Расулоф пояснил, что фильм о «людях, которые берут ответственность» за свои поступки и что каждая история «основана на его собственном опыте».

## В ролях
- Эхсан Мирхоссейни — Хешмат
- Шагхайегх Шориан — Разих
- Кавех Ахангар — Пуя
- Алиреза Зарепараст — Хасан
- Салар Камсех — Салар
- Кавех Эбрахим — Амир
- Пуя Мехри — Али
- Дарья Мохбеди — Таминех
- Махтаб Сервати — Нана
- Мохаммад Вализадеган — Джавад
- Мохаммад Седдигхимехр — Бахрам
- Джил Шахи — Заман
- Баран Расулоф — Дарья